# Oscarbrefeldia
Oscarbrefeldia är ett släkte av svampar. Oscarbrefeldia ingår i klassen Saccharomycetes, divisionen sporsäcksvampar och riket svampar.
|                | Saccharomycetales                          |
|                |                                            |
|                | Selenotila                                 |
|                |                                            |
|                | Selenozyma                                 |
|                |                                            |
|                | Oosporidium                                |
|                |                                            |
|                | Coccidomyces                               |
|                |                                            |
| Oscarbrefeldia | \| \| Oscarbrefeldia pellucida \| \| \| \| |
|                | \| \| Oscarbrefeldia pellucida \| \| \| \| |
|                | Conidiascus                                |
|                |                                            |
|                | Oscarbrefeldia pellucida                   |
|                |                                            |

|  | Oscarbrefeldia pellucida |
|  |                          |